# Polycycnis lehmannii
Polycycnis lehmannii är en orkidéart som beskrevs av Robert Allen Rolfe. Polycycnis lehmannii ingår i släktet Polycycnis och familjen orkidéer.
Artens utbredningsområde är Colombia. Inga underarter finns listade i Catalogue of Life.